# Ділянка цілини
Ділянка цілини — ентомологічний заказник місцевого значення. Об'єкт розташований на території Більмацького району Запорізької області, біля села Сміле, балка «Янчур».
Площа — 2 га, статус отриманий у 1984 році.
Охороняється цілинна степова ділянка біля витоків річки Янчур.